# 辽沈银行
辽沈银行，全称辽沈银行股份有限公司，是一家总部位于中国辽宁省沈阳市的国有股份制城市商业银行，2021年正式成立。

## 简介
2021年5月21日，中国银保监会批复辽沈银行股份有限公司筹备组，同意设立辽沈银行。2021年6月9日，辽沈银行举行揭牌仪式，时任中共辽宁省委书记张国清、辽宁省省长刘宁出席，并共同为辽沈银行揭牌。根据辽宁省银保监局对辽沈银行发起人股东资格的批复，辽沈银行发起时的股东共有8家，均为国有企业，其中辽宁金融控股集团为第一大股东，持股52.5%。人事安排方面，王默涵担任辽沈银行首任董事长，巩长霖为首任行长，二人皆是招商银行出身。
按照计划，辽沈银行拟吸收合并辽宁省内15家城市商业银行中的12家。2021年9月29日，中国银保监会批复同意辽沈银行吸收合并营口沿海银行和辽阳银行，辽沈银行开始了吸纳省内城市商业银行的第一步；被合并的两家银行分别改名为“辽沈银行营口分行”和“辽沈银行辽阳分行”，同时二者在辽宁省其它城市的分行分别改为辽沈银行在当地的分行（如原辽阳银行沈阳分行改为“辽沈银行沈阳分行”）。